# Sophia Griebel
Sophia Griebel (ur. 7 czerwca 1990 w Suhl) – niemiecka skeletonistka, srebrna medalistka mistrzostw świata juniorów w Igls, brązowa medalistka mistrzostw Europy w Königssee, dwukrotna medalistka mistrzostw świata w Whistler.

## Kariera
Skeleton uprawia od 2005 roku. W 2008 roku rozpoczęła starty w Pucharze Europy, zaś rok później wzięła udział w mistrzostwach świata juniorów w Königssee, na których zajęła 4. miejsce. W 2010 roku pojawiła się na mistrzostwach świata juniorów w Sankt Moritz, na których zajęła 9. miejsce, a także na mistrzostwach Niemiec, które przyniosły jej brązowy medal. Rok później wystartowała w mistrzostwach świata juniorów w Park City, na których była piąta oraz w mistrzostwach Niemiec, na których zdobyła brązowy medal. W 2012 roku wzięła udział w mistrzostwach Niemiec, które przyniosły jej srebrny medal, a także w obu rozegranych w Igls mistrzostwach świata juniorów: na tych pierwszych zajęła 4. miejsce, natomiast na tych drugich wywalczyła srebrny medal. W następnym roku, 4 stycznia zadebiutowała i zarazem zdobyła pierwsze punkty w Pucharze Świata, zajmując na rozgrywanych w Altenbergu zawodach sezonu 2012/2013 9. miejsce. 2013 rok to dla niej również występ na mistrzostwach Europy w Igls, na których była siódma.
W 2014 roku wzięła udział w igrzyskach olimpijskich w Soczi, na których zajęła 10. miejsce, a także w mistrzostwach Europy w Königssee, na których zdobyła ex aequo ze swoją rodaczką Anją Huber brązowy medal, plasując się na podium za Austriaczką Janine Flock i Brytyjką Shelley Rudman. Rok później pojawiła się na mistrzostwach Niemiec, które przyniosły jej brązowy medal, na mistrzostwach Europy w Igls, na których była jedenasta oraz na mistrzostwach świata w Winterbergu, z których wróciła z indywidualnym 12. miejscem. W 2016 roku wystartowała w mistrzostwach Niemiec, na których była czwarta, w mistrzostwach Europy w Sankt Moritz, na których zajęła 9. miejsce, a także na mistrzostwach świata w Igls, które przyniosły jej indywidualne 7. miejsce.
W 2019 roku pojawiła się na mistrzostwach Europy w Igls, na których zajęła 8. miejsce, a także na mistrzostwach świata w Whistler, na których zdobyła złoty medal w konkurencji drużynowej, w której jej drużyna, współtworzona przez Annę Köhler, Lisę Gericke, Christophera Grotheera, Johannesa Lochnera i Marca Rademachera pokonała ekipę z Kanady i jedną z ekip amerykańskich oraz brązowy w konkurencji indywidualnej, gdzie uplasowała się na podium za swoimi rodaczkami: Tiną Hermann i Jacqueline Lölling. W 2020 roku nie odniosła większych sukcesów. Zajęła 6. miejsce podczas mistrzostw świata w Altenbergu oraz 7. podczas mistrzostw Europy w Siguldzie. W lutym 2021 roku, podczas kolejnego czempionatu w Altenbergu, zajęła 4. lokatę, przegrywając walkę o podium z Jeleną Nikitiną.

## Osiągnięcia

### Igrzyska olimpijskie
| Rok  | Miejsce | Lokata |
| ---- | ------- | ------ |
| 2014 | Soczi   | 10.    |

### Mistrzostwa świata
| Rok  | Miejsce    | Lokata |
| ---- | ---------- | ------ |
| 2015 | Winterberg | 12.    |
| 2016 | Igls       | 7.     |
| 2019 | Whistler   | 3.     |
| 2020 | Altenberg  | 6.     |
| 2021 | Altenberg  | 4.     |

### Mistrzostwa Europy
| Rok  | Miejsce      | Lokata |
| ---- | ------------ | ------ |
| 2013 | Igls         | 7.     |
| 2014 | Königssee    | 3.     |
| 2015 | Igls         | 11.    |
| 2016 | Sankt Moritz | 9.     |
| 2019 | Igls         | 8.     |
| 2020 | Sigulda      | 7.     |

### Mistrzostwa świata juniorów
| Rok  | Miejsce      | Lokata |
| ---- | ------------ | ------ |
| 2009 | Königssee    | 4.     |
| 2010 | Sankt Moritz | 9.     |
| 2011 | Park City    | 5.     |
| 2012 | Igls         | 4.     |
| 2013 | Igls         | 2.     |

### Puchar Świata
| Sezon     | Lokata |
| --------- | ------ |
| 2012/2013 | 23.    |
| 2013/2014 | 18.    |
| 2014/2015 | 6.     |
| 2015/2016 | 8.     |
| 2016/2017 | –      |
| 2017/2018 | 29.    |
| 2018/2019 | 4.     |
| 2019/2020 | 10.    |